# بروتوكول باريس (1952)
في 28 أغسطس 1952، وقعت الدول الأعضاء في الناتو آنذاك على بروتوكول باريس في باريس. كان عنوانه الرسمي هو «حول وضع المقر العسكري الدولي الذي تم إنشاؤه بموجب معاهدة شمال الأطلسي» ويحدد وضع المقرات المتحالفة والوطنية والإجراءات ذات الصلة. البروتوكول هو جزء مما يسمى المكتسبات القانونية للناتو.
صدقت جميع الدول الأعضاء في الناتو على البروتوكول، باستثناء كندا، التي وقعت عليه لكنها لم تصدق عليه. صدقت فرنسا على البروتوكول في عام 1955 ولكنها نددت بالتصديق عليه في عام 1966.

## روابط خارجية
- نص المعاهدة
- التصديق على المعاهدة .